# Grateful Dead Records
Grateful Dead Records ist ein 1973 von der Musikgruppe Grateful Dead gegründetes Musiklabel.

## Geschichte
Nachdem Anfang der 70er der Vertrag mit Warner Bros. Records auslief, gründete die Band ein eigenes Plattenlabel namens Grateful Dead Records. Zeitgleich wurde das zusammengehörende Label Round Records gegründet. Ersteres sollte für Bandprojekte, zweiteres für Soloprojekte dienen. Der Gedanke dahinter war, dass die Band somit mehr Freiheiten bei der Produktion haben würde und die Alben selber verkaufen und werben könnte.
Wake of the Flood wurde 1973 als erstes Album unter dem neuen Label vertrieben und die Deadheads wurden per dem Dead Heads newsletter darauf aufmerksam gemacht:

„We've decided to produce, manufacture, and distribute our records ourselves. The band today finished recording of an all-new studio album (been a long time) called Wake Of The Flood. The album will be made from the highest quality vinyl available, which has the best technical properties. In addition, it will be heavier (weighs more, that is) than most albums available in this country. It will be handled locally through independent record distributors and should be available everywhere.“

 Mit From the Mars Hotel 1974, Blues for Allah 1975 und dem Livealbum Steal Your Face 1976 folgten drei weitere Alben. Die Platten wurden von United Artists Records vertrieben. Zeitgleich brachten die einzelnen Mitglieder Alben über Round Records heraus.
Ursprünglich wollte Grateful Dead mehr Kontrolle über ihre Produktionen erhalten. Später trat die Band den geschäftlichen Teil jedoch wieder ab, um 1977 Arista Records beizutreten. Kurz darauf wurde die Labels Grateful Dead Records und Round Records aufgegeben.
Mitte der 1990er Jahre wurden Grateful Dead Records und Round Records wieder verwendet, um Neuauflagen auf CD sowie autorisierte Bootlegs zu veröffentlichen. Doch auch Alben von neuen Projekten einzelner ehemaliger Grateful Dead Mitgliedern wurden hierüber veröffentlicht.

## Interpreten
- Backbone
- Bob Weir
- Diga Rhythm Band
- Dose Hermanos
- Grateful Dead
- Heart of Gold Band
- Howard Wales
- Jerry Garcia
- Jerry Garcia Band
- Keith and Donna Band
- Kingfish
- Mother McCree’s Uptown Jug Champions
- Ned Lagin
- Old and in the Way
- Phil Lesh & Friends
- Ratdog
- Robert Hunter
- Rob Wasserman
- The Dead
- The Other Ones